# River Forest (Indiana)
Pour les articles homonymes, voir River Forest.
River Forest est une municipalité américaine située dans le comté de Madison en Indiana.

## Géographie
River Forest s'étend sur 0,02 mille carré (5,18 ha). Elle ne comprend qu'une seule rue (River Forest Street) et constitue une enclave aisée au sein d'Anderson.

## Démographie
Lors du recensement de 2010, la population de Woodlawn Heights est de 22 habitants. Elle est estimée au même niveau en 2018.
Sa population est exclusivement blanche. Ses habitants sont aisés avec revenu par habitant de 113 750 dollars par an en moyenne entre 2013 et 2017, largement supérieur à celui d'Anderson (20 207 dollars) ou de l'Indiana (27 305 dollars). Aucune personne n'y vit sous le seuil de pauvreté alors que c'est le cas de 25 % des habitants de la ville voisine.